# Renzo Pozzi
Renzo Pozzi (Tacuarembó, 12 de octubre de 1984) es un futbolista uruguayo que juega de Centrocampista en el Danubio Fútbol Club. 

## Trayectoria
Comenzó a jugar en la Primera División de Uruguay a los 18 años, en Tacuarembó Fútbol Club. A su salida en el año 2007, fue a Miramar Misiones de Montevideo en la que marcó 2 goles en 19 partidos. Regresó a Tacuarembó luego de querer volver en el 2008 en el cual firmó contrato por 2 años. El Liverpool Fútbol Club lo fichó, luego pasó por Progreso, Juventud de las Piedras y recientemente fue fichado por el actual campeón uruguayo Danubio Fútbol Club.

## Clubes[1]
| Club             | País    | Año           |
| ---------------- | ------- | ------------- |
| Tacuarembó       | Uruguay | 2003 - 2007   |
| Miramar Misiones | Uruguay | 2007 - 2008   |
| Tacuarembó       | Uruguay | 2008-2010     |
| Liverpool        | Uruguay | 2010-2012     |
| Progreso         | Uruguay | 2012-2013     |
| Danubio          | Uruguay | 2014-presente |